# Fin de fiesta (película de 2024)
Fin de fiesta es una película hispano-belga de comedia de 2024, escrita y dirigida por Elena Manrique en su ópera prima. Está protagonizada por Edith Martínez-Val, Beatriz Arjona y Sonia Barba. Se estrenó el 8 de septiembre de 2024 en el Festival Internacional de Cine de Toronto, y luego se estrenó en cines españoles el 31 de enero de 2025, con distribución de A Contracorriente Films.

## Reparto
- Edith Martínez-Val como Bilal / Binta
- Beatriz Arjona como Lupe
- Sonia Barba como Carmina

## Producción
El primer título de Fin de fiesta era Una luz al mediodía. En mayo de 2023, se anunció que el rodaje de la cinta, ahora bajo el título de Se acabó la fiesta, había comenzado en Huelva bajo la dirección de la productora Elena Manrique en su ópera prima. Edith Martínez-Val, Sonia Barba y Beatriz Arjona fueron confirmados como los protagonistas de la película. En julio de 2024, el título de la película fue cambiado de forma definitiva a Fin de fiesta. El presupuesto total de la película es de dos millones de euros, incluyendo un millón de euros procedente de las ayudas generales del ICAA.

## Lanzamiento y marketing
El 25 de julio de 2024, se anunció que Fin de fiesta tendría su estreno mundial en el Festival Internacional de Cine de Toronto de 2024 el 8 de septiembre de 2024.  El 12 de diciembre de 2024, A Contracorriente Films lanzó el tráiler de la película y programó su estreno en cines españoles para el 31 de enero de 2025.